# Euroliga 1998./99. (vaterpolo)
Euroliga u vaterpolu u sezoni 1998/99.

## Završnica
U završnici su se susreli hrvatski prvak "Splitska banka" i srpsko-crnogorski prvak "Bečej".
Susret se igrao na plivalištu "Scandone".
Gledatelja je bilo 1500. Sudili su španjolski sudac Cillero i francuski sudac Papazian.
 Splitska banka -  Bečej 8:7 (3:3, 1:2, 2:1, 2:1) 
Splitska banka: Rebić, Đogaš 1, Trumbić, Jajić, Burburan 1, Polačik, Sarić 1, Nagy 2, Katura, Barać 1, Kunac, Bošković 1, Oreb 1 
Bečej: Šoštar, Zimonjić, Rodić, Krstonošić, Vukanić, Meszaros, Ćirić, Uskoković, Toth 2, Šapić 4, Vasović 1, Vincze, Milić 
Igrač više: Splitska banka 7 od 10, Bečej 3 od 9
Za igrača utakmice je proglašen igrač "Splitske banke" Dragan Rebić.
Iako su drugi klubovi kotirali kao favoriti, prvak je postao hrvatski predstavnik "Splitska banka".